# Гаффи, Бёрнетт
Бёрнетт Гаффи (англ. Burnett Guffey; 26 мая 1905 — 30 мая 1983) — американский кинооператор, более всего известный киноработами 1940-60-х годов.
Гаффи одинаково хорошо владел как чёрно-белой, так и цветной камерой, давал чёткое изображение и великолепную композицию. Его гений заключался в использовании света, который служил ему на десятках тёмных криминальных фильмов, при этом он умел также показать на экране сильные человеческие чувства.
В начале карьеры Гаффи работал вторым оператором у режиссёра Джона Форда на съёмках фильмов «Железный конь» (1924) и «Осведомитель» (1935), а позднее — у Альфреда Хичкока на фильме «Иностранный корреспондент» (1940). В качестве главного оператора «Гаффи стал любимцем таких режиссёров, как Уилл Джейсон, Джозеф Х. Льюис, Генри Левин, Фил Карлсон и Дон Сигел (где ссылка на цитату?)». В дальнейшем Гаффи работал с такими признанными режиссёрами, как Фритц Ланг, Фред Циннеман, Роберт Россен, Артур Пенн и Мартин Ритт.
Лучшими фильмами, снятыми Гаффи в 1940-е годы, стали «Меня зовут Джулия Росс» (1945), «До края земли» (1948), «Вся королевская рать» (1949) и «Момент безрассудства» (1949). К числу его лучших работ 1950-х годов относятся «В укромном месте» (1950), «Скандальная хроника» (1952), «Отныне и во веки веков» (1953), «Человеческое желание» (1954), «Тем тяжелее падение» (1956) и «Сумерки» (1957). И наконец лучшими фильмами Гаффи 1960-х годов стали «Любитель птиц из Алькатраса» (1962), «Король крыс» (1965), «Бонни и Клайд» (1967) и «Как преуспеть в бизнесе, ничего не делая» (1967).
Операторская работа Гаффи принесла ему два Оскара за фильмы «Отныне и во веки веков» (1953) и «Бонни и Клайд» (1967). Кроме того, Гаффи был номинирован на Золотой глобус за фильм «Вся королевская рать» (1949), а также на Оскар за фильмы «Тем тяжелее падение» (1956), «Любитель птиц из Алькатраса» (1962) и «Король крыс» (1965).

## Начало карьеры
Бёрнетт Гаффи родился 26 мая 1905 года в Дель-Рио и вырос в Этове, штат Теннесси.
В 18 лет Гаффи уже был в Калифорнии, где нашёл на студии «Фокс» работу ассистента оператора. Его послужной список в этом качестве включает такие немые фильмы «Ухаживание Майлза Стэндиша» (1923) и вестерн «Железный конь» (1924). Режиссёром второго фильма был Джон Форд, который доверил Гаффи работу оператора второго состава. «Будучи ещё подростком, Гаффи справился с заданием с мастерством опытного оператора, но вернулся в ряды ассистентов и окончательно стал вторым оператором только в 1928 году».
К 1928 году на студии «Парамаунт», в то время выступавшей под названием Paramount Famous Lasky Corporation, Гаффи стал вторым оператором, а семь лет спустя работал под началом оператора Джозефа Х. Огаста ещё над ещё одним фильмом Джона Форда «Осведомитель» (1935) о бывшем бойце ирландской республиканской армии в 1920-е годы, который из-за нищеты становится на путь предательства.
В 1937 году Гаффи работал ассистентом оператора Леона Шамроя на съёмках фильма нуар Фритца Ланга «Живём один раз» (1937). А в качестве второго оператора Гаффи снимал также такие крупные фильмы, как шпионский триллер Альфреда Хичкока «Иностранный корреспондент» (1940), историческую мелодраму Александра Корды «Леди Гамильтон» (1941) и мюзикл Чарльза Видора «Девушка с обложки» (1944).
Работа в качестве второго оператора позволила Гаффи «изучить организацию работы в Голливуде, а также овладеть американской вариацией экспрессионистской постановки света, которая господствовала в гангстерском цикле студии „Уорнер бразерс“ начала 1930-х годов, и которая достигла ещё больших высот в эпоху фильма нуар 1940-х годов».

## Работа на студии «Коламбиа» в 1944—1959 годы
В 1944 году Гаффи заключил контракт со студией «Коламбиа» как главный оператор, где впоследствии работал над всеми видами картин — от мюзиклов категории А до вестернов категории В, проведя на этой студии большую часть своей карьеры.
В начале пребывания на «Коламбиа» Гаффи часто ставили в качестве оператора на съёмки фильмов таких режиссёров, как Уилл Джейсон (с которым он сделал три фильма), Генри Левин (девять совместных фильмов) и Джозеф Х. Льюис (три фильма), где он уверенно работал во всех жанрах, включая приключенческие истории и мюзиклы. «По сотрудничеству с Левиным особенно заметно, что в качестве главного оператора Гаффи обладал интуитивным чувством света, используя его для раскрытия психологических образов героев, что является ключевой целью экспрессионизма».
В 1944 году на студии «Коламбиа» Гаффи снял свою первую картину в качестве главного оператора — фильм ужасов режиссёра Уилла Джейсона «Душа монстра» (1944). Как и многие другие фильмы студии «Коламбиа» того времени, это была низкобюджетная картина, но работа над ней дала Гаффи возможность начать развивать собственный стиль, при котором визуальные элементы могли бы говорить о происходящем на сцене даже больше, чем текст.
Лучшими работами Гаффи для режиссёра Генри Левина стали детектив «Я люблю тайны» (1945) с Ниной Фох и Джорджем Макреди и газетный нуар «Ночной редактор» (1946), а несколько позднее — фильмы нуар «Осуждённый» (1950) с Гленном Фордом и Бродериком Кроуфордом и «Родственные души» (1951) с Эдмондом О’Брайеном и Лизабет Скотт. Вместе с Джозефом Х. Льюисом Гаффи снял три атмосферических фильма нуар — готический нуар «Меня зовут Джулия Росс» (1945), вновь с Фох и Макреди, «французский» нуар «Ночь так темна» (1946) со Стивеном Гереем и сделанный в полудокумнетальном стиле нуар о борьбе с мафией «Сыщик» (1949) с Фордом и Фох.
В 1947-48 годах Гаффи снял ещё три доброкачественных фильма нуар — «Подставленный» (1947) Ричарда Уоллеса с Фордом и Дженис Картер, «Джонни О’Клок» (1947) Роберта Россена с Диком Пауэллом и Эвелин Кейс, а также «До края Земли» (1948) Роберта Стивенсона с Пауэллом и Сигне Хассо.
Своё мастерство работы со светом Гаффи продемонстрировал в политической драме режиссёра Роберта Россена «Вся королевская рать» (1949), где он использовал свет для показа эволюции характера главного героя, провинциального политика Вилли Старка (Бродерик Кроуфорд). Изображение героя становится всё более тёмным по мере того, как герой становится всё более коррумпированным. Первоначально Старк предстаёт в сером, почти пасторальном свете на своей ферме, но к концу фильма темнота практически поглощает его.
На рубеже 1940-50-х годов Гаффи работал над тремя значимыми фильмами нуар — «Момент безрассудства» (1949) Макса Офюльса с Джеймсом Мейсоном и Джоан Беннетт, и двумя картинами режиссёра Николаса Рэя с Хамфри Богартом в главной роли — социальным нуаром «Стучись в любую дверь» (1949) и психологическим нуаром «В укромном месте» (1950), который стал одним из лучших в фильмографии Гаффи.
После семейной комедии «Папа-холостяк» (1950) с Уильямом Холденом и Колин Грэй Гаффи снял ещё два значимых фильма нуар — газетный нуар Фила Карлсона «Скандальная хроника» (1952) с Кроуфордом, Джоном Дереком и Донной Рид, а также нуар Эдварда Дмитрика о серийном убийце «Снайпер» (1952) с Артуром Францем в главной роли.
В 1953 году вышла военная драма режиссёра Фреда Циннемана «Отныне и во веки веков» (1953) с участием звёздного состава, включавшего Берта Ланкастера, Монтгомери Клифта, Деборы Керр и Донны Рид. Фильм, действие которого происходит на Гавайских островах в преддверии и в самом начале боевых действий между США и Японией в 1941 году, был полностью снят Гаффи на натуре. Эта картина принесла ему первый Оскар за операторскую работу.
В 1954 году последовали новые фильмы нуар, снятые Гаффи в сотрудничестве с ведущими режиссёрами этого жанра. Режиссёр Фритц Ланг поставил железнодорожный нуар «Человеческое желание» (1954) (это была вторая совместная работа Гаффи с Лангом) с Гленном Фордом, Кроуфордом и Глорией Грэм в главных ролях. В основу фильма положен роман Эмиля Золя, однако его действие перенесено в США в период сразу после окончания Корейской войны. После фильма Дона Сигела «Личный ад 36» (1954) с Айдой Лупино, Стивом Кокраном и Говардом Даффом, Гаффи сделал свой второй фильм (из шести) с режиссёром Филом Карлсоном — «Узкое место» (1955), главные роли в котором сыграли Джинджер Роджерс и Эдвард Робинсон.
Одним из редких и наиболее удачных опытов работы Гаффи в жанре вестерн стал фильм режиссёра Рудольфа Мате «Жестокие люди» (1955) с участием Гленна Форда, Барбары Стэнвик и Эдварда Робинсона.
В 1956 году Гаффи снял ещё одну из своих памятных картин — боксёрский фильм нуар «Тем тяжелее падение» (1956) (вторая совместная работа с режиссёром Марком Робсоном). Как написал историк кино Эрик Шефер, «используя минимальную контрастность, Гаффи делает в этой картине акцент на сером. Чёрное перетекает в серое, которое перетекает в белое, придавая фильму по-настоящему монотонное воздействие. Операторская работа Гаффи ничего не скрывает, обнажая уродство спорта и пороки тех, кто пытается нажиться вокруг ринга. Значительная часть фильма происходит в постоянном сумраке спортивных залов и слабо освещённых гостиничных номеров, а очарование и блеск профессионального спорта вытеснены образами, которые жестоки, неприятны, а часто и уродливы. Хотя он способен и на глубину, построение композиции у Гаффи стремиться подчеркнуть плоскостное размещение людей на фоне стен или однообразных плоских поверхностей». За работу над этим фильмом Гаффи получил номинацию на Оскар.
После съёмок фильма «Очаг» (1956) Дэниэла Тарадаша, одной из первых политических драм, критикующих развязанную сенатором Джозефом Маккарти антикоммунистическую охоту на ведьм (главные роли в картине исполнили Бетт Дейвис и Брайан Кит), и ещё одного вестерна «Столкновение в Сандауне» (1957) режиссёра Бадда Беттикера с Рэндольфом Скоттом в главной роли Гаффи вновь вернулся к жанру фильм нуар, сняв ещё три значимые картины. В 1957 году вышли фильмы «Сумерки» (1957) режиссёра Жака Турнье с Альдо Рэем и Энн Бэнкрофт, «Странный» (1957) с Беном Газзарой и «Братья Рико» (1957) Фила Карлсона (их четвёртая совместная работа) с Ричардом Конте в главной роли.
«В конце 1950-х годов в связи с распадом традиционной студийной системы операторы были вынуждены работать как фрилансеры, а распределение между ними фильмов по жанрам практически исчезло. В этих условиях Гаффи проявил достаточную гибкость, сняв сначала военную комедию „Я и полковник“ (1958) с участием Дэнни Кея и Курда Юргенса, затем игривую подростковую комедию о сёрфинге и любви „Гиджет“ (1959), и после этого умную биографическую психологическую драму „Любитель птиц из Алькатраса“ (1962)».

## Работы 1960-х годов
В 1960 году Гаффи снимал сиквел драмы «Стучись в любую дверь» (1960) под названием «Никто не напишет мою эпитафию» (1960) с участием Бёрла Айвза, Шелли Уинтерс и Джин Сиберг и военную драму Фила Карлсона «Из ада в вечность» (1960). Год спустя Гаффи был оператором двух нетрадиционных фильмов ужасов режиссёра Уильяма Касла — «Убийственный» (1961) с элементами криминального триллера и готический «Мистер Сардоникус» (1961).
В 1962 году Гаффи снял одну из самых известных своих картин десятилетия — биографическую драму Джона Франкенхаймера «Любитель птиц из Алькатраса» (1962), рассказывающую об убийце, который за время заключения в тюрьме становится крупнейшим специалистом по птичьим болезням. Главные роли в картине исполнили Берт Ланкастер, Карл Молден и Тельма Риттер.
После комедии «Добрый сосед Сэм» (1964) с участием Джека Леммона и Роми Шнайдер Гаффи был оператором у режиссёра Брайана Форбса на успешной военной драме по роману Джеймса Клавелла «Король крыс» (1965) с Джорджем Сигалом в главной роли. Действие картины происходит в 1942 году в расположенной в Сингапуре японской тюрьме для военнопленных.
Свой второй Оскар Гаффи завоевал за съёмки на студии «Уорнер бразерс» криминальной драмы Артура Пенна «Бонни и Клайд» (1967) с Уорреном Битти и Фэй Данауэй в главных ролях криминальной пары, грабившей провинциальные банки в начале 1930-х годов. «В этой работе Гаффи удалось разрушить традиционный студийный подход к съёмке, создав стиль свободной операторской работы в лучших традициях французской новой волны». Для передачи ощущения безотрадности происходящего Гаффи добился использования мягких цветов с акцентом на выцветшие тона, а «свет в картине нёс не только ощущение времени, но и тонкую иронию».
Среди заметных работ Гаффи второй половины 1960-х годов — киноверсия бродвейского мюзикла «Как преуспеть в бизнесе, ничего не делая» (1967), социальная драма Гордона Паркса «Дерево науки» (1969), которая рассказывает о негритянском подростке в сельском Канзасе в 1920-х годов, который пытается игнорировать сложившиеся расовые предрассудки. Это был первый фильм афро-американского режиссёра, снятый на крупной голливудской студии. «Фильм отличался великолепной постановкой кадра, за что Паркса высоко ценили ещё в то время, когда он работал фотографом в журнале „Лайф“, и всеохватывающим говорящим светом, который стал визитной карточкой Гаффи как главного оператора».
В 1970 году Гаффи снял ещё одну историю на тему расовых отношений — биографическую драму режиссёра Мартина Ритта «Большая белая надежда» (1970) о взлёте и падении знаменитого чернокожего боксёра 1910-х годов с участием Джеймса Эрла Джонса и Джейн Александер. Последней операторской работой Гаффи стала комедия о похождениях профессора в период карибского кризиса «Стигл» (1971) с Ричардом Бенджамином в главной роли.

## Операторский стиль
Как отметил историк кино Эрик Шефер, «репутация Бёрнетта Гаффи и его вклад в кинематограф базируются не столько на том, что он делал с камерой и со светом, сколько на том, что он решил не делать. Большую часть своей карьеры Гаффи преодолевал гламурный характер голливудского кино, что было задачей гигантских масштабов, учитывая, что он работал в 1940-50-е годы. В эпоху, когда CinemaScope, масштабное зрелище и пылающие цвета были правилом, Гаффи продолжал работать в чёрно-белом варианте, лишая романтизма самое романтическое искусство. Хотя он умел добиваться шаблонно-развлекательного коммерческого облика типичного голливудского кино, личный стиль Гаффи вёл его к работе главным образом над суровыми картинами экшна и детективами».
Для этих фильмов он разработал, что, что характеризовалось как «плоская съёмка», которая вступала в противоречие с тщательно проработанной глубоко-фокусной операторской работой Грегга Толанда. Используя простой свет, часто от одного источника, с малой или вообще без периферийной подсветки, и минимальное движение камеры, Гаффи обеспечивал режиссёров натуральной, неприукрашенной картинкой, которая становилась естественной составной частью крутых историй о преступниках, заключённых и военных. В сочетании с правильной историей и сильной режиссурой плоская операторская работа Гаффи обеспечивала альтернативную эстетику стандартному студийному продукту. Серый, монотонный стиль Гаффи идеально подходил к историям с морально неоднозначными персонажами, такими как контрабандист оружием на Ближнем Востоке в исполнении Богарта в криминальном экшне Кёртиса Бернхардта «Сирокко» (1951), стремящийся в порядочности мафиози в «Братьях Рико» (1957) и аферист Джорджа Сигала в лагере для военнопленных в фильме «Король крыс» (1965).

## Общественная деятельность
Гаффи был многолетним членом, а в 1957—1958 годах — президентом Американского общества кинооператоров.

## Смерть
Бёрнетт Гаффи умер 30 мая 1983 года в Голете, Калифорния, США.

## Фильмография
- 1944 — Праздник моряка / Sailor’s Holiday
- 1944 — Узник подводной лодки / U-Boat Prisoner
- 1944 — Душа монстра / The Soul of a Monster
- 1944 — Котёнок из Канзас-сити / Kansas City Kitty
- 1944 — Неписаный код / The Unwritten Code
- 1944 — Ночи Таити / Tahiti Nights
- 1945 — Иди была леди / Eadie Was a Lady
- 1945 — Я люблю тайны / I Love a Mystery
- 1945 — Ив знала свои яблоки / Eve Knew Her Apples
- 1945 — Блондинка из Бруклина / The Blonde from Brooklyn
- 1945 — Веселая сеньорита / The Gay Senorita
- 1945 — Девушка из Лимберлоста / The Girl of the Limberlost
- 1945 — Меня зовут Джулия Росс / My Name Is Julia Ross
- 1946 — Боевой гвардеец / The Fighting Guardsman
- 1946 — Бостонский Блэки чуть не попался / A Close Call for Boston Blackie
- 1946 — Встретимся на Бродвее / Meet Me on Broadway
- 1946 — Знаменитый Одинокий волк / The Notorious Lone Wolf
- 1946 — Птица в голове / A Bird in the Head (короткометражка)
- 1946 — Ночной редактор / Night Editor
- 1946 — Галантное путешествие / Gallant Journey
- 1946 — Ночь так темна / So Dark the Night
- 1947 — Джонни О'Клок / Johnny O’Clock
- 1947 — Подставленный / Framed
- 1948 — До края земли / To the Ends of the Earth
- 1948 — Знак Овна / The Sign of the Ram
- 1948 — Галантный клинок / The Gallant Blade
- 1949 — Стучись в любую дверь / Knock on Any Door
- 1949 — Сыщик / The Undercover Man
- 1949 — Момент безрассудства / The Reckless Moment
- 1949 — Вся королевская рать / All the King’s Men
- 1949 — И с ребёнком будет трое / And Baby Makes Three
- 1950 — Отец-холостяк / Father Is a Bachelor
- 1950 — В укромном месте / In a Lonely Place
- 1950 — Срочная свадьба / Emergency Wedding
- 1950 — Осуждённый / Convicted
- 1951 — Сирокко / Sirocco
- 1951 — Родственные души / Two of a Kind
- 1951 — Семейная тайна / The Family Secret
- 1952 — Скандальная хроника / Scandal Sheet
- 1952 — Снайпер / The Sniper
- 1952 — Назначение: Париж / Assignment: Paris
- 1953 — Последний отряд / The Last Posse
- 1953 — Отныне и во веки веков / From Here to Eternity
- 1954 — Человеческое желание / Human Desire
- 1954 — Личный ад 36 / Private Hell 36
- 1954 — Бамбуковая тюрьма / The Bamboo Prison
- 1954—1957 — Телевизионный театр Форда / The Ford Television Theatre (телесериал, 13 эпизодов)
- 1955 — Жестокие люди / The Violent Men
- 1955 — Узкое место / Tight Spot
- 1955 — Три полосы на солнце / Three Stripes in the Sun
- 1955 — Досчитай до трёх и молись / Count Three and Pray
- 1956 — Тем тяжелее падение / The Harder They Fall
- 1956 — Очаг / Storm Center
- 1956 — Место в бою / Battle Stations
- 1957 — Сумерки / Nightfall
- 1957 — Странный / The Strange One
- 1957 — Братья Рико / The Brothers Rico
- 1957 — Столкновение в Сандауне / Decision at Sundown
- 1957 — Паутина / The Web (телесериал, 3 эпизода)
- 1958 — Истинная история Линна Стюарта / The True Story of Lynn Stuart
- 1958 — Кричащая женщина / Screaming Mimi
- 1958 — Я и полковник / Me and the Colonel
- 1958 — Шоу Донны Рид / The Donna Reed Show (телесериал, 1 эпизод)
- 1958 — Театр «Алкоа» / Alcoa Theatre (телесериал, 2 эпизода)
- 1959 — Гиджет / Gidget
- 1959 — Они прибыли в Кордуру / They Came to Cordura
- 1959 — Край вечности / Edge of Eternity
- 1960 — Горная дорога / The Mountain Road
- 1960 — Из ада в вечность / Hell to Eternity
- 1960 — Никто не напишет мне эпитафию / Let No Man Write My Epitaph
- 1960 — Театр «Гудйир» / Goodyear Theatre (телесериал, 1 эпизод)
- 1961 — Этюд в тонах страха / Cry for Happy
- 1961 — Убийственный / Homicidal
- 1961 — Мистер Сардоникус / Mr. Sardonicus
- 1962 — Любитель птиц из Алькатраса / Birdman of Alcatraz
- 1962 — Кид Галахад / Kid Galahad
- 1964 — Полет из Ашийи / Flight from Ashiya
- 1964 — Хороший сосед Сэм / Good Neighbor Sam
- 1965 — Король крыс / King Rat
- 1966 — Глушители / The Silencers
- 1966 — Гиджет / Gidget (телесериал, 2 эпизода)
- 1967 — Как преуспеть в бизнесе, ничего не делая / How to Succeed in Business Without Really Trying
- 1967 — Бонни и Клайд / Bonnie and Clyde
- 1967 — Сидящие в засаде / The Ambushers
- 1968 — Дележ / The Split
- 1969 — То, что надо / Where It’s At
- 1969 — Дерево науки / The Learning Tree
- 1969 — Чудик какой-то? / Some Kind of a Nut
- 1969 — Безумная из Шайо / The Madwoman of Chaillot
- 1970 — Залы гнева / Halls of Anger
- 1970 — Допустим, они объявят войну и никто не придет / Suppose They Gave a War and Nobody Came?
- 1970 — Большая белая надежда / The Great White Hope
- 1971 — Стигл / The Steagle